# Яхав-Те-Кинич II
Яхав-Те-Кинич II (ya-AJAW-TE' K’INICH досл.: «Владыка рода бога солнца») — правитель майяского царства Канту со столицей в Караколе. Он был назван в честь своего деда по отцовской линии — Яхав-Те-Кинича I.

## Биография
Яхав-Те-Кинич II является преемником своего отца Кана I, воцарившись 9.5.19.1.2 9 Ik' 5 Wo (16 апреля 553). При своём правлении он установил стелы 1 и 14 и алтари 1, 6 и 24.
На стеле 14 не упомянуто, то что инаугурация Яхав-Те-Кинича II произошла под влиянием Мутульского царства (столица: Тикаль), правителем которого был Вак-Чан-Кавиль. Это было упомянуто на алтаре 21, который был разбит и разделён на фрагменты.
На фрагментах стелы 4, датируемой 583 годом, говорится, что Канту было связано с Канульским царством (столица: Калакмуль), правителем которого тогда был Укай-Кан, спустя примерно два десятилетия после победы на Мутулем.
Преемником Яхав-Те-Кинича II стал его старший сын Кнот-Ахав.

### Семья
Его родителями являются Кан I, его предшественник, и Кал-Кинич. Также, на стеле 6 был упомянут Чеках-Кинич, указанный как его младший брат. У него было две жены — Принцесса 1 и Бац-Эк. От первой у него родился сын Кнот-Ахав, который стал после него царём, от второй Кан II, который стал царём после его старшего сына.